# Carlos Becerra
Carlos Andrés Becerra Alarcón (Bogota, 5 augustus 1982) is een Venezolaans wielrenner die anno 2017 rijdt voor Bicicletas Strongman.

## Carrière
In 2009 behaalde Becerra zijn eerste UCI-overwinning door in de negende etappe van de Ronde van Táchira het peloton 35 seconden voor te blijven. Zijn tweede zege behaalde hij bijna acht jaar later door in december 2016 Efrén Santos te verslaan in een sprint-à-deux in de tiende etappe van de Ronde van Costa Rica.

## Overwinningen
2009
9e etappe Ronde van Táchira
2016
10e etappe Ronde van Costa Rica

## Ploegen
- 2016 –  Strongman Campagnolo Wilier
- 2017 –  Bicicletas Strongman

Acosta · Angarita · Ariza · Becerra · Caicedo · Cala · Calderón · Castro · Gómez · González · Mendoza · Millán · Muñoz · Rozo · Sánchez · Sastoque · Tamayo